# São Romão (Armamar)
São Romão é uma povoação portuguesa do Município de Armamar que foi sede da extinta Freguesia de São Romão, freguesia que tinha 3,05 km² de área e 167 habitantes (2011), e, por isso, uma densidade populacional de 54,8 hab/km².
A Freguesia de São Romão foi extinta em 2013, no âmbito de uma reforma administrativa nacional, tendo sido agregada à Freguesia de Santiago, para formar uma nova freguesia denominada União das Freguesias de São Romão e Santiago da qual é sede.

## População
| População da freguesia de São Romão | População da freguesia de São Romão | População da freguesia de São Romão | População da freguesia de São Romão | População da freguesia de São Romão | População da freguesia de São Romão | População da freguesia de São Romão | População da freguesia de São Romão | População da freguesia de São Romão | População da freguesia de São Romão | População da freguesia de São Romão | População da freguesia de São Romão | População da freguesia de São Romão | População da freguesia de São Romão | População da freguesia de São Romão |
| ----------------------------------- | ----------------------------------- | ----------------------------------- | ----------------------------------- | ----------------------------------- | ----------------------------------- | ----------------------------------- | ----------------------------------- | ----------------------------------- | ----------------------------------- | ----------------------------------- | ----------------------------------- | ----------------------------------- | ----------------------------------- | ----------------------------------- |
| 1864                                | 1878                                | 1890                                | 1900                                | 1911                                | 1920                                | 1930                                | 1940                                | 1950                                | 1960                                | 1970                                | 1981                                | 1991                                | 2001                                | 2011                                |
| 378                                 | 416                                 | 413                                 | 420                                 | 406                                 | 363                                 | 399                                 | 407                                 | 396                                 | 340                                 | 300                                 | 303                                 | 293                                 | 233                                 | 167                                 |